# شهرستان ادی (داکوتای شمالی)
شهرستان ادی، داکوتای شمالی (به انگلیسی: Eddy County, North Dakota) یک سکونتگاه مسکونی در ایالات متحده آمریکا است که در داکوتای شمالی واقع شده‌است.

## خصوصیات
شهرستان ادی ۱٬۸۰۰٫۰۵ کیلومترمربع مساحت دارد.